# Zamarada regularis
Zamarada regularis är en fjärilsart som beskrevs av Fletcher 1974. Zamarada regularis ingår i släktet Zamarada och familjen mätare. Inga underarter finns listade i Catalogue of Life.